# 아베수
광학이나 렌즈 설계에서 아베수(영어: Abbe number)는 물질의 분산(파장에 따른 굴절률 변화)을 가늠하는 척도로, V 값이 높을수록 낮은 분산을 나타낸다. 이 척도는 이것을 정의한 에른스트 아베(1840–1905년)의 이름을 따 나중에 붙여졌다.

SF11(플린트 유리), BK7(붕규산 크라운 유리), 석영유리의 파장의 따른 굴절률과 SF11의 두가지 아베수 계산값.

어떤 물질의 아베수 {\displaystyle V_{\mathsf {d}}}는
{\displaystyle V_{\mathsf {d}}\equiv {\frac {n_{\mathsf {d}}-1}{\ n_{\mathsf {F}}-n_{\mathsf {C}}\ }}},
로 정의된다. {\displaystyle n_{\mathsf {C}}}, {\displaystyle n_{\mathsf {d}}}, {\displaystyle n_{\mathsf {F}}}는 각각 프라운호퍼선의 C(656.3nm), d(587.56nm), F(486.1nm)에 해당되는 스펙트럼 선의 파장에서의 굴절률이다. 이렇게 정의된 아베수는 가시광선에서만 적용이 가능하고, 다른 영역대에서는 다른 스펙트럼 선을 사용해야 한다. 가시광 영역 밖에서 "V 수"(영어: V number)라는 용어가 더 자주 쓰인다. 아베수의 더 일반적인 식은
{\displaystyle V\equiv {\frac {n_{\mathsf {center}}-1}{n_{\mathsf {short}}-n_{\mathsf {long}}}}}
로 정의하고, 여기서 {\displaystyle n_{\mathsf {short}}}은 물질의 단파장의 굴절률을, {\displaystyle n_{\mathsf {long}}}은 물질의 장파장 굴절률을, {\displaystyle n_{\mathsf {center}}}은 두 파장 사이의 파장의 굴절률을 의미한다.
아베수는 유리나 다른 광학재질의 색도를 나타내는 용어로 쓰인다. 예를 들어, 높은 분산을 가진 플린트 유리는 낮은 분산을 가지는 크라운 유리에 비해 낮은 아베수 {\displaystyle V<55}를 가진다. {\displaystyle V_{\mathsf {d}}} 값은 아주 높은 밀도의 플린트 유리는 25아래를, 폴리카보네이트 플라스틱은 34정도를, 일반적인 크라운 유리는 65이상을, 몇몇 형석 크라운 유리나 인산염 크라운 유리는 75에서 85의 값을 가진다.

그림에서 보이듯이, 사람 눈의 파장대 민감도 곡선의 대부분은 아베수의 기준이 되는 486.1nm(파랑색)과 656.3nm(빨간색) 안에 있다.

아베수의 역수는 인간의 눈에 가장 민감한 파장대에서는 분산(파장에 따른 굴절률의 변화)에 근사하게 비례하기 때문에, 아베수는 색지움 렌즈 설계에 사용된다.(그림 참조) 다른 파장대, 혹은 좀 더 정밀한 색도 보정이 필요할 때(예: 아포크로마트 렌즈 설계)는 아베수보다는 분산식({\displaystyle D={\frac {dn(\lambda )}{d\lambda }}})을 사용한다.

## 아베 다이어그램

'유리 베일'이라고 알려진 아베 다이어그램. 아베수를 가로축으로, 굴절률을 세로축으로 놓고 서로 다른 유리(빨간 점)를 나눠 그린 표이다. 유리의 위치과 성분을 반영하기 위해 쇼트 사(Schott Glass)의 숫자분류코드를 사용하였다.

기본 유리에 특정한 물질의 추가에 따른 아베수 영향

'유리 베일'이라고도 불리는 아베 다이어그램은 재질의 아베수 {\displaystyle \ V_{\mathsf {d}}\ }와 굴절률 {\displaystyle \ n_{\mathsf {d}}}를 그래프로 만들어서 만들어진다. 그래프 상의 점으로 표현된 유리들에 번호를 매기고 분류할 수 있다. 유리의 번호는 쇼트 AG 카탈로그에서 사용하는 숫자나 6자리 유리코드(glass code)를 사용하여 표현할 수 있다.
굴절률의 평균을 따르는 유리의 아베수는 색지움 렌즈의 1차 색수차를 고려할 때 부품의 굴절력을 계산하기 위해 사용된다. 색지움 이중렌즈를 설계할 때 세우는 방정식에서 아베 다이어그램에 그려진 이 두 파라미터가 들어간다.
수소나 나트륨선으로 테스트하는 것은 번잡스럽고 어렵기 때문에, 아베수의 정의는 다른 것으로 대체하는 편이다.(ISO 7944) 대표적으로, 프라운호퍼선에서 수소선 F와 C 사이의 굴절률 변화를 측정하는 표준적인 정의 대신에, 카드뮴선 F', C'을 사용하고, 그 사이의 측정하는 선을 프라운호퍼선에서 e로 표기되는 수은선으로 사용하여
{\displaystyle V_{\mathsf {e}}={\frac {n_{\mathsf {e}}-1}{\ n_{\mathsf {F'}}-n_{\mathsf {C'}}\ }}}
으로 정의하기도 한다. 이렇게 정의하면 카드뮴선의 푸른색과 빨간색을 나타내는 파장 480.0nm, 643.8nm에서의 굴절률과 초록색 수은선의 파장 546.073nm에서의 굴절률을 얻을 수 있고, 이것은 C, F, e선보다 더 쉽게 얻어낼 수 있으면서 더 가깝다. 다른 정의 역시 비슷하게 선택할 수 있다. 아래에 표에 나와있는 표준 파장을 참고하여 {\displaystyle n}에 첨자를 넣어 쉽게 정할 수 있다.
| λ (nm)  | 프라운호퍼 기호 | 광원 | 빛깔     |
| ------- | --------------- | ---- | -------- |
| 365.01  | i               | Hg   | 자외선 A |
| 404.66  | h               | Hg   | 보라     |
| 435.84  | g               | Hg   | 파랑     |
| 479.99  | F′              | Cd   | 파랑     |
| 486.13  | F               | H    | 파랑     |
| 546.07  | e               | Hg   | 초록     |
| 587.56  | d               | He   | 노랑     |
| 589.3   | D               | Na   | 노랑     |
| 643.85  | C′              | Cd   | 빨강     |
| 656.27  | C               | H    | 빨강     |
| 706.52  | r               | He   | 빨강     |
| 768.2   | A′              | K    | 적외선 A |
| 852.11  | s               | Cs   | 적외선 A |
| 1013.98 | t               | Hg   | 적외선 A |

## 유도
얇은 렌즈의 두께를 d라 하고 얇은 렌즈 방정식과 렌즈제작자식을 사용하자.
{\displaystyle P={\frac {1}{\ f~}}=(n-1){\Biggl [}{\frac {1}{\ R_{1}\ }}-{\frac {1}{\ R_{2}\ }}+{\frac {\ (n-1)\ d~}{\ n\ R_{1}R_{2}\ }}{\Biggr ]}\approx (n-1)\left({\frac {1}{\ R_{1}\ }}-{\frac {1}{\ R_{2}\ }}\right)}
여기서 {\displaystyle d\ll {\sqrt {\ R_{1}R_{2}\ }}}이다.
두 파장 {\displaystyle \lambda _{\mathsf {short}}}와 {\displaystyle \lambda _{\mathsf {long}}}사이의 굴절력 {\displaystyle P}의 변화는 다음과 같이 주어진다.
{\displaystyle \Delta P=P_{\mathsf {short}}-P_{\mathsf {\ \!long}}=(n_{\mathsf {s}}-n_{\mathsf {\ell }})\left({\frac {1}{\ R_{1}\ }}-{\frac {1}{\ R_{2}\ }}\right)}
여기서 {\displaystyle \ n_{\mathsf {s}}\ }와 {\displaystyle \ n_{\mathsf {\ell }}\ }은 각각 짧은 파장과 긴 파장의 굴절률이고, {\displaystyle \ n_{\mathsf {c}}}는 두 파장의 중앙값 파장의 굴절률이라고 하자.
굴절력의 차이는 중앙값 파장에서의 굴절력과 관계한 식으로 표현할 수 있다.
{\displaystyle \ P_{\mathsf {c}}\ =(n_{\mathsf {c}}-1)\left({\frac {1}{\ R_{1}\ }}-{\frac {1}{\ R_{2}\ }}\right)};
{\displaystyle \ n_{\mathsf {c}}-1\ }을 사용하여 잘 정리하면
{\displaystyle \Delta P=\left(n_{\mathsf {s}}-n_{\mathsf {\ell }}\right)\left({\frac {\ n_{\mathsf {c}}-1\ }{n_{\mathsf {c}}-1}}\right)\left({\frac {1}{\ R_{1}\ }}-{\frac {1}{\ R_{2}\ }}\right)=\left({\frac {\ \ n_{\mathsf {s}}-n_{\mathsf {\ell }}\ }{n_{\mathsf {c}}-1}}\right)P_{\mathsf {c}}={\frac {\ P_{\mathsf {c}}\ }{V_{\mathsf {c}}}}}
이고, 굴절률의 변화는 아베수 {\displaystyle \ V_{\mathsf {c}}}에 반비례하여
{\displaystyle {\frac {\ \Delta P\ }{P_{\mathsf {c}}}}={\frac {1}{\ V_{\mathsf {c}}\ }}}
로 나타난다.

## 같이 보기
- 아베프리즘
- 아베굴절계
- 코시 방정식
- 셀마이어 방정식